# Магжана Жумабаевски район
Магжана Жумабаевски район (на казахски: Мағжан Жұмабаев ауданы) е съставна част на Северноказахстанска област, Казахстан. Административен център е град Булаево. Обща площ 7748 км2 и население 29 164 души (по приблизителна оценка към 1 януари 2020 г.).